# Црвена гарда (Русија)
Црвена гарда (рус. Красная гвардия) су биле паравојне добровољачке формације које су се састојале углавном од градских фабричких радника, сељака, козака и делимично војника и морнара за „заштиту совјетске власти“. Црвена гарда је била прелазна војна снага царске руске армије у колапсу и основне формације бољшевика током Октобарске револуције и првих месеци грађанског рата у Русији. Већина их је формирана у временском оквиру Руске револуције 1917. године, а неке јединице су реорганизоване у Црвену армију током 1918. године. Формације Црвене гарде биле су организоване у већем делу бившег Руског царства, укључујући територије ван савремене Руске Федерације, као што су Финска, Пољска, Естонија, Украјина и остале. Они нису били централизовани и формирани су одлуком локалне политичке партије и чланова локалног совјета. Борећи се за заштиту и проширење моћи Совјета, они су помогли стварање нове државе која би (према њеној првобитној концепцији) дала „сву власт Совјетима“: Совјетски Савез.

## Преглед
Сачињавајући већину градског становништва, они су били главна ударна снага неколико радикално оријентисаних социјалистичких политичких фракција. Јединице Црвене гарде створене су у марту 1917. у производним предузећима од стране фабричких и фабричких комитета и неких партијских ћелија наклоњених комунистима (бољшевици, леви социјалисти револуционари, други). Формације Црвене гарде су биле засноване на радничким ударним снагама Руске револуције 1905. године. Владимир Лењин је дао следећу оцену феномена:
Недостатак није у „новим мотивима“, цењени Манилови, већ у војној сили, у војној сили револуционарних људи (не људи уопште) која стоји 1) у оружаном пролетаријату и сељаштву, 2) у организованој линији фронта. формације од представника тих класа, 3) у војним формацијама спремним да стану на страну народа. Све заједно, ово је револуционарна војска.

— Владимир Лењин, „Последња реч тактике „Искре“...“
Бројне друге милитаризоване формације створене током Фебруарске револуције, као што су „народна милиција“, коју је створила Руска привремена влада, „одреди за самоодбрану“, „комитети јавне безбедности“, „раднички одреди“ постепено су уједињени у Црвену гарду.

## Стварање
Биро Централног комитета РСДРП(б) је 26. марта 1917. објавио резолуцију „О Привременој влади“ од тада је израз Црвене гарде добио најширу употребу. Највеће централизоване формације Црвене гарде створене су у Петрограду и Москви. Убрзо након тога дошло је до низа покушаја да се те формације легализују. Московски комитет Руске социјалдемократске радничке партије (бољшевика) је 14. априла 1917. године усвојио резолуцију о стварању своје Црвене гарде. У Петрограду је 17. априла Савет представника радничких одреда формирао комисију за формирање радничке гарде, а 29. априла у листу „Правда” је изашао нацрт њеног статута. Виборшки рајонски (окружни) савет Петрограда је 28. априла прогласио трансформацију одреда радничке и фабричке милиције у одреде Црвене гарде. Већ 17. маја Самарски савет радничких представника (посланика) основао је комисију за стварање одреда Црвене гарде. Велику улогу у стварању одреда Црвене гарде одиграли су Фабрички комитети. Пре априла 1917, седамнаест руских градова је створило одреде Црвене гарде, који су се до јуна повећали на 24.
У Петрограду је шеф Црвене гарде (30.000 људи) био Константин Јурењев. У време Октобарске револуције, руска Црвена гарда је имала 200.000 људи. Након револуције, Црвена гарда је обављала неке од функција регуларне војске, између времена када је нова совјетска влада почела да демобилише стару руску војску и времена када је Црвена армија створена у јануару 1918. године.

## Организација
За време револуције обуку Црвене гарде организовала је Војна организација РСДРП (бољшевичке војне организације).
Регрутација је била добровољна, али је захтевала препоруке Совјета, бољшевичких партијских јединица или других јавних организација. Војна обука радника се често одвијала без одвајања од посла у погонима. Било је и пешадијских и коњичких пукова. На различитим местима организација је била неуједначена по подређености, броју, степену војне обуке. Ова држава се често називала „полупартијском“. Иако је била успешна у локалним сукобима (на пример, са атаманом Александром Дутовом у Оренбуршкој губернији), ова лабава организација је била неефикасна у борби против већих, организованих снага Беле армије. Дакле, када је декретом донето стварање Црвене армије, Црвена гарда је постала резервни састав војске и база за формирање редовних војних одреда.